# Sardara
Sardara es un municipio de Italia de 4350 habitantes en la provincia de Cerdeña del Sur, región de Cerdeña.

## Evolución demográfica
| Gráfica de evolución demográfica de Sardara entre 1861 y 2001 |
|                                                               |
| Fuente ISTAT - Elaboración gráfica de Wikipedia               |